# Liste der Biografien/Tav
Liste der Biografien |
Portal Biografien |
Personensuche
# |
A |
B |
C |
D |
E |
F |
G |
H |
I |
J |
K |
L |
M |
N |
O |
P |
Q |
R |
S |
T |
U |
V |
W |
X |
Y |
Z |
?
 
Ta |
Tc |
Te |
Tf |
Tg |
Th |
Ti |
Tj |
Tk |
Tl |
Tm |
To |
Tq |
Tr |
Ts |
Tu |
Tv |
Tw |
Tx |
Ty |
Tz
 
Taa |
Tab |
Tac |
Tad |
Tae |
Taf |
Tag |
Tah |
Tai |
Taj |
Tak |
Tal |
Tam |
Tan |
Tao |
Tap |
Taq |
Tar |
Tas |
Tat |
Tau |
Tav |
Taw |
Tax |
Tay |
Taz
Die Liste der Biografien führt alle Personen auf, die in der deutschsprachigen Wikipedia einen Artikel haben. Dieses ist eine Teilliste mit 160 Einträgen von Personen, deren Namen mit den Buchstaben „Tav“ beginnt.

## Tav

### Tava
- Tavadia, Jehangir C. (1897–1955), indischer Iranist
- Tavai, J. R. (* 1993), US-amerikanischer American-Football-Spieler
- Tavai, Jahlani (* 1996), US-amerikanischer American-Football-Spieler
- Tavakkoli, Ahmad, deutsch-iranischer Journalist und Keramikkünstler
- Tavakoli, Hossein (* 1978), iranischer Gewichtheber
- Tavakoli, Majid (* 1986), iranischer Studentenführer
- Tavakoli, Markus (* 1974), österreichischer Schauspieler, Regisseur, DJ und Sounddesigner
- Tavakoli, Morteza (* 1982), österreichischer FilmschauspielerMorteza Tavakoli (* 1982)

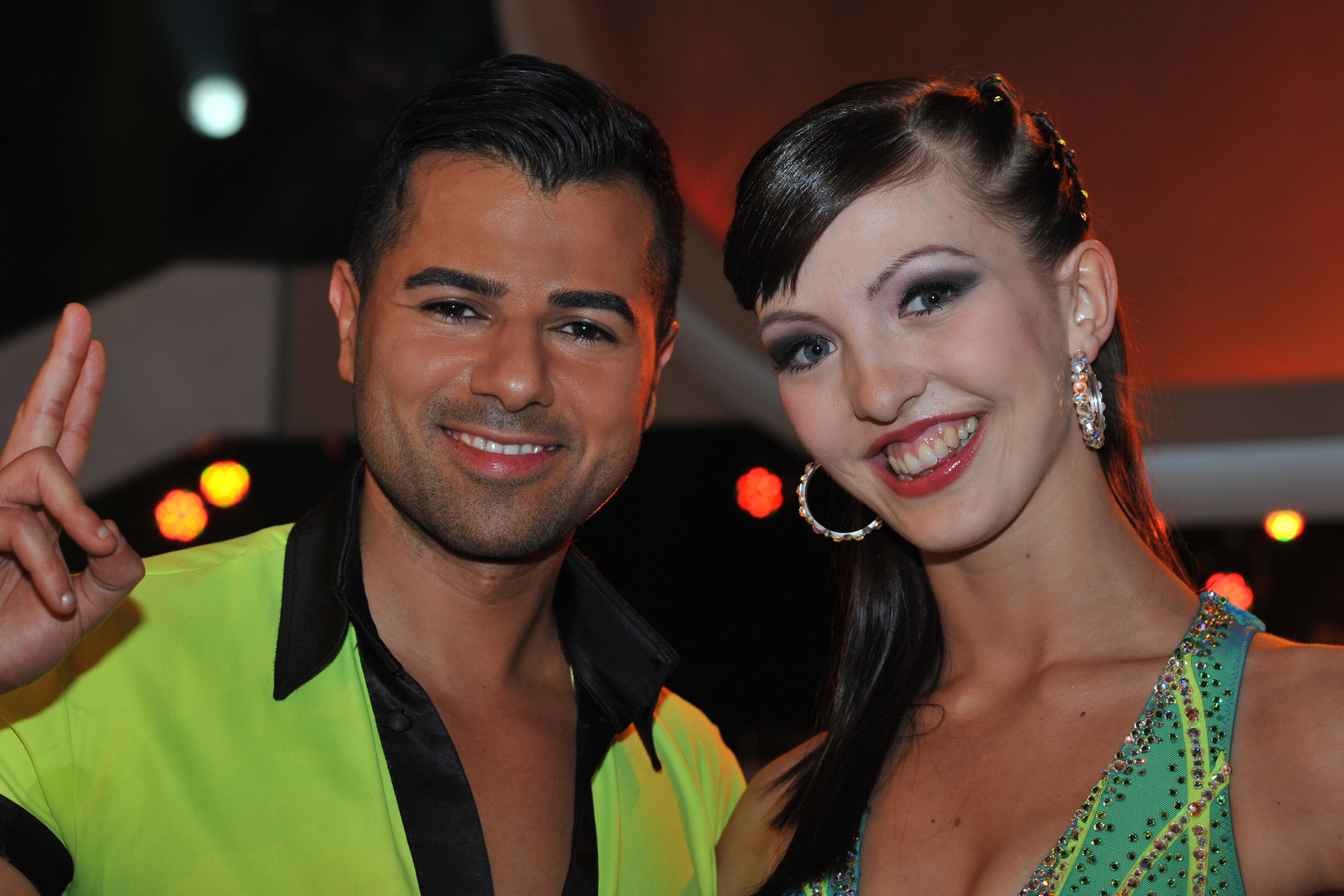
Morteza Tavakoli (* 1982)

- Tavakoli, Sepideh (* 1989), iranische Siebenkämpferin und Hochspringerin
- Tavakolian, Newsha (* 1981), iranische Fotografin und Fotojournalistin
- Taval, Patrick (1956–2013), römisch-katholischer Ordensgeistlicher, Bischof von Kerema
- Tavalaro, Julia (1935–2003), US-amerikanische Schriftstellerin
- Tavallali, Fereidoon († 1985), persischer Dichter
- Tavan, Alphonse (1833–1905), französischer Dichter okzitanischer Sprache
- Tavan, Émile (1849–1929), französischer Komponist und Arrangeur
- Tavani Arquati, Giuditta (1830–1867), italienische Patriotin
- Tavani, Francesco (1831–1905), italienischer Geistlicher, römisch-katholischer Weihbischof in Sabina
- Tavani, Marco (* 1957), italienischer Astrophysiker
- Tavannes, Gaspard de Saulx, seigneur de (1509–1573), französischer Feldherr und Marschall von Frankreich
- Tavano, Asya (* 2002), italienische Judoka
- Tavano, Fernand (1933–1984), französischer Automobilrennfahrer
- Tavano, Francesco (* 1979), italienischer Fußballspieler
- Tavant, Maurice (1936–2022), französischer Boxer
- Tavaré, David (* 1984), spanischer Popsänger
- Tavare, Jay (* 1968), US-amerikanischer Schauspieler
- Tavarelli, Ricardo (* 1970), paraguayischer Fußballtorhüter
- Tavares Bastos, Aureliano (1839–1875), brasilianischer Politiker, Schriftsteller und Journalist
- Tavares de Medeiros, João Jacintho (1844–1903), portugiesischer Jurist
- Tavares Rebimbas, Júlio (1922–2010), portugiesischer Geistlicher, römisch-katholischer Erzbischof
- Tavares, Ana Paula Ribeiro (* 1952), angolanische Historikerin und Dichterin
- Tavares, Antenor (1921–1989), brasilianischer Rechtsanwalt und Politiker
- Tavares, António (* 1960), portugiesischer Schriftsteller, Journalist, Lehrer und Lokalpolitiker
- Tavares, António Raposo (1598–1658), brasilianischer Bandeirante (São Paulo)
- Tavares, Carlos (* 1958), portugiesischer Manager, Vorstandsvorsitzender von StellantisCarlos Tavares (* 1958)

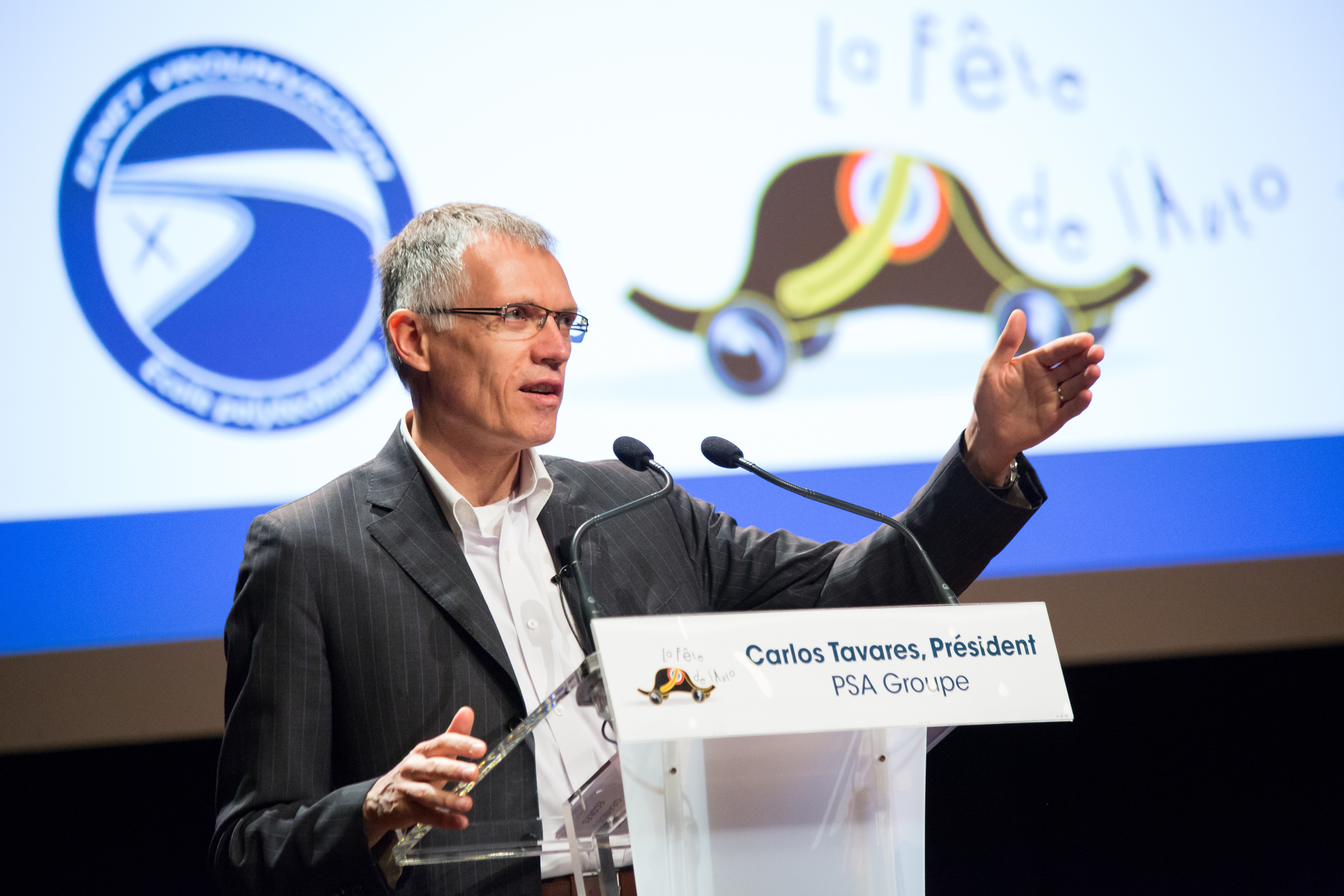
Carlos Tavares (* 1958)

- Tavares, Chelsea (* 1991), US-amerikanische Schauspielerin
- Tavares, D’Jamila (* 1994), são-toméische Leichtathletin
- Tavares, Eugénio (1867–1930), kap-verdisch-portugiesischer Dichter
- Tavares, Fernanda (* 1980), brasilianisches Model
- Tavares, Gonçalo M. (* 1970), portugiesischer Schriftsteller
- Tavares, Jair (* 2001), portugiesischer Fußballspieler
- Tavares, João da Costa (1931–2009), indonesisch-osttimoresischer Politiker
- Tavares, John (* 1990), kanadischer Eishockeyspieler
- Tavares, José da Silva (* 1960), indonesischer Diplomat
- Tavares, José Severo (1820–1907), portugiesischer Konteradmiral
- Tavares, Juarez Bomfim, brasilianischer Tänzer
- Tavares, Juarez Estevam (* 1942), brasilianischer Jurist und Hochschullehrer
- Tavares, Júlio (* 1988), kap-verdischer Fußballspieler
- Tavares, Laura (* 1965), US-amerikanische Biathletin
- Tavares, Leonardo (* 1984), portugiesischer Tennisspieler
- Tavares, Lourença, kap-verdische Menschenrechtlerin
- Tavares, Luís Marçal da Costa, osttimoresischer Beamter
- Tavares, Manoel (1933–2020), brasilianischer Fußballspieler
- Tavares, Maria da Conceição (1930–2024), portugiesisch-brasilianische Wirtschaftsmathematikerin, Politikerin, Autorin und Hochschullehrerin
- Tavares, Maria Leonor (* 1985), portugiesische Stabhochspringerin
- Tavares, Mickaël (* 1982), senegalesisch-kap-verdisch-französischer Fußballspieler
- Tavares, Miguel Sousa (* 1952), portugiesischer Schriftsteller und Journalist
- Tavares, Nuno (* 2000), portugiesischer FußballspielerNuno Tavares (* 2000)

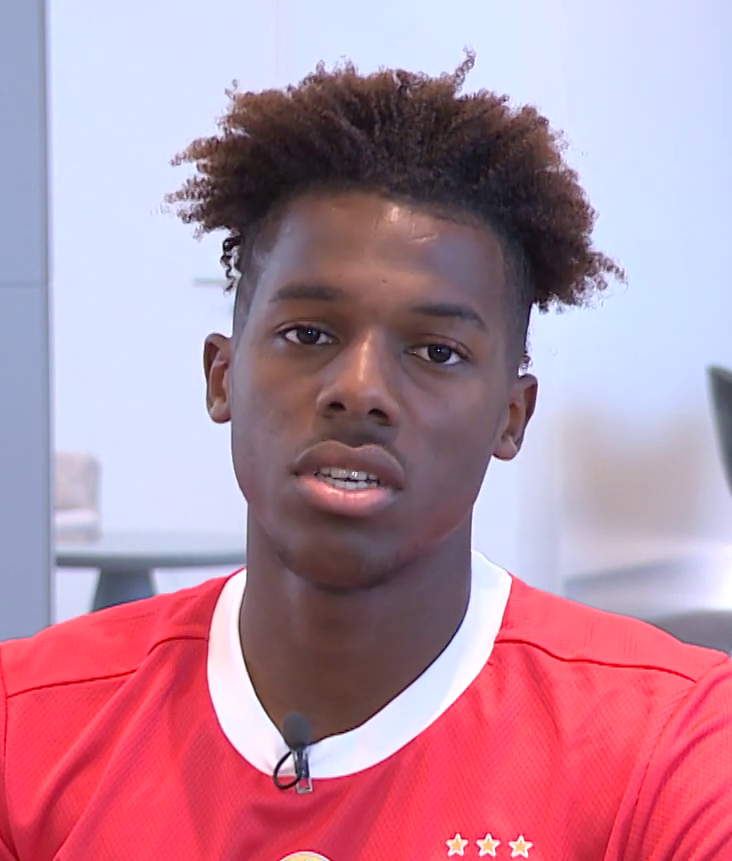
Nuno Tavares (* 2000)

- Tavares, Raquel (* 1985), portugiesische Musikerin
- Tavares, Ricardo Aparecido (* 1987), brasilianischer Fußballspieler
- Tavares, Ricardo Neiva (* 1957), brasilianischer Diplomat
- Tavares, Rosanna (1961–2006), brasilianische Sängerin
- Tavares, Rui (* 1972), portugiesischer Politiker, MdEP
- Tavares, Salette (1922–1994), portugiesische Lyrikerin
- Tavares, Sara (1978–2023), portugiesische Sängerin und Komponistin
- Tavares, Teresa (* 1982), portugiesische Schauspielerin
- Tavares, Tomás (* 2001), portugiesischer Fußballspieler
- Tavares, Vicente de Paula (* 1972), brasilianischer römisch-katholischer Geistlicher, Weihbischof in Brasília
- Tavares, Walter (* 1992), kap-verdischer Basketballspieler
- Tavares, Yohan (* 1988), portugiesisch-französischer Fußballspieler
- Tavárez Mirabal, Minou (* 1956), dominikanische Philologin, Hochschullehrerin und Politikerin
- Tavarez, Jean-Louis (* 1972), senegalesischer Fußballspieler
- Tavárez, Manuel Gregorio (1843–1883), puerto-ricanischer Komponist, Pianist und Musikpädagoge
- Tavárez, Shannon (1999–2010), US-amerikanische Schauspielerin
- Tavarres, Myke (* 1992), US-amerikanischer American-Football-Spieler
- Tavaslı, Yusuf (* 1935), türkischer Schriftsteller und islamischer Geistlicher
- Tavassol, Mark (* 1974), deutscher Musiker, Komponist und MusikproduzentMark Tavassol (* 1974)

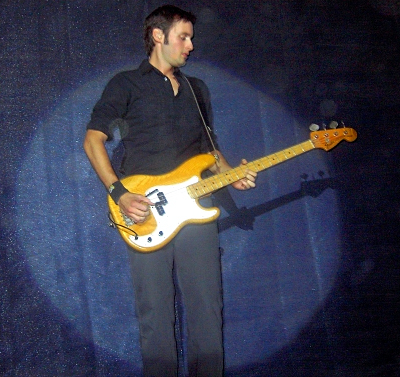
Mark Tavassol (* 1974)

- Tavast, Maunu († 1452), finnischer Geistlicher und Gelehrter
- Tavaststjerna, Karl August (1860–1898), finnischer Schriftsteller schwedischer Sprache

### Tavc
- Tavčar, Franja (1868–1938), slowenische Frauenrechtlerin
- Tavčar, Ivan (1851–1923), slowenischer Anwalt, Politiker und Autor
- Tavčar, Rajko (* 1974), slowenischer Fußballspieler

### Tave
- Tavecchio, Giorgio (* 1990), italienischer American-Football-Spieler
- Tavel, Ronald (1936–2009), US-amerikanischer Schriftsteller, Bühnen- und Drehbuchautor
- Tavel, Rudolf von (1866–1934), Schweizer Journalist und SchriftstellerRudolf von Tavel (1866–1934)

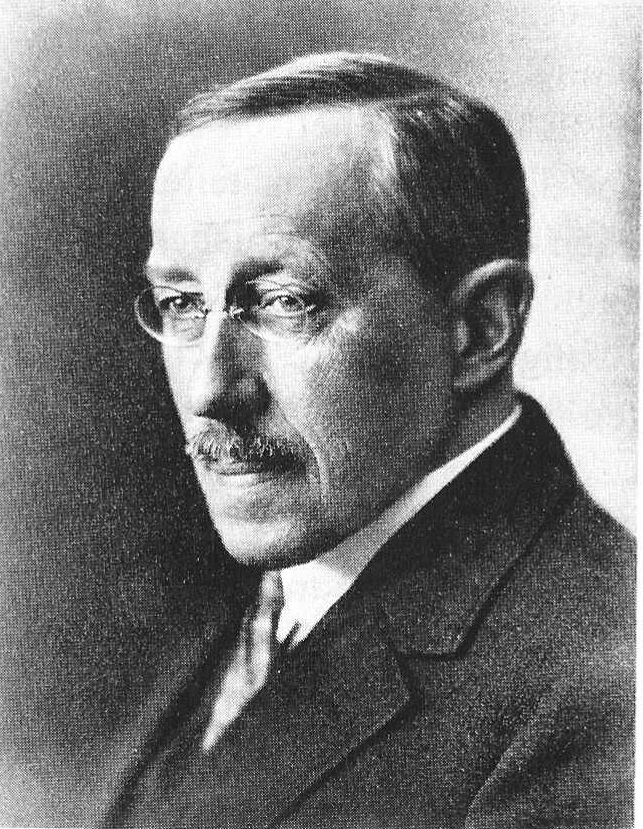
Rudolf von Tavel (1866–1934)

- Tavelić, Nikola († 1391), kroatischer Franziskaner; römisch-katholischer Heiliger
- Tavella, Aylon Darwin (* 1992), brasilianischer Fußballspieler
- Tavella, Carlo Antonio (1668–1738), italienischer Landschaftsmaler des Barock
- Tavella, Dominick, US-amerikanischer Tonmeister
- Tavella, Franz (1844–1931), österreichischer Bildhauer
- Tavelli da Tossignano, Giovanni (1386–1446), italienischer Ordensgeistlicher, römisch-katholischer Bischof von Ferrara
- Tavenas, François (1942–2004), kanadischer Ingenieur
- Tavener, John (1944–2013), britischer Komponist
- Tavenne, Vincent (* 1961), französischer Künstler und Bildhauer
- Tavenner, Clyde Howard (1882–1942), US-amerikanischer Politiker
- Tavenraat, Arnoldus Dirk Felix (1846–1899), niederländischer Landschaftsmaler, Radierer und Zeichner
- Tavenraat, Johannes (1809–1881), niederländischer Landschafts- und Jagdmaler der Klever Romantik
- Tavera, Lucía (* 1979), spanische Badmintonspielerin
- Tavera, Michael (* 1961), US-amerikanischer Komponist
- Taveras, Jorge (1945–2021), dominikanischer Komponist, Arrangeur und Dirigent
- Taveras, Mickey (* 1970), dominikanischer Musiker
- Taveras, Norlandy (* 1989), dominikanischer Radrennfahrer
- Taverdet, Léon (1923–2013), französischer Ordensgeistlicher, Bischof von Langres
- Taveri, Luigi (1929–2018), Schweizer MotorradrennfahrerLuigi Taveri (1929–2018)

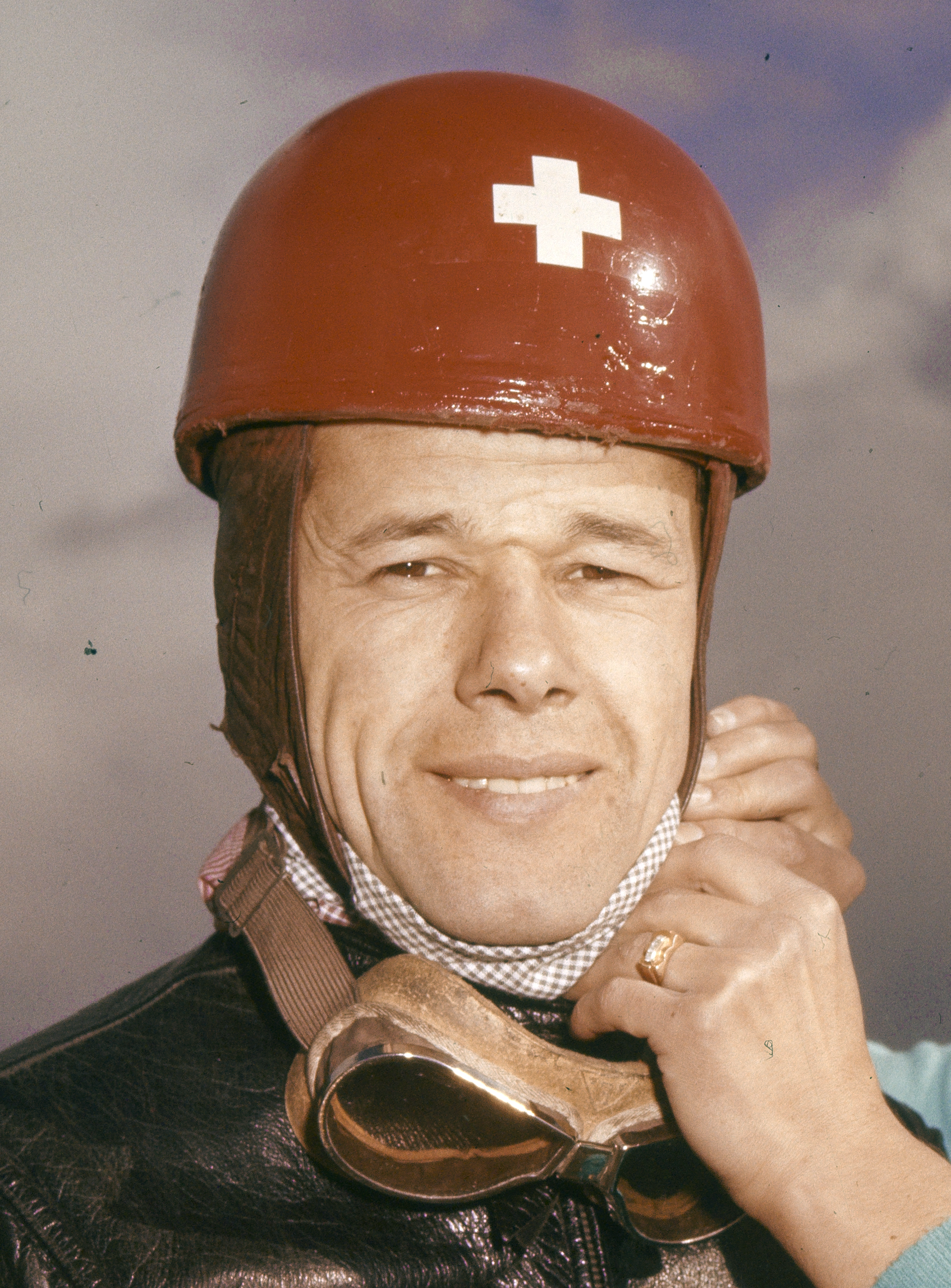
Luigi Taveri (1929–2018)

- Taverna i Bech, Francesc (1932–2010), katalanischer Komponist und Musikkritiker
- Taverna, Ferdinando (1558–1619), römisch-katholischer Kardinal sowie Bischof von Novara
- Taverna, Gaudenz (1814–1878), Schweizer Zeichner und Porträtmaler
- Taverna, Juan Alberto (1948–2014), argentinischer Fußballspieler
- Taverna, Luigi (* 1949), italienischer Autorennfahrer
- Taverna, Paolo (1804–1878), italienischer Philanthrop, Mäzen und Großgrundbesitzer
- Tavernari, Ettore (1905–1981), italienischer Sprinter und Mittelstreckenläufer
- Taverne, Dick (* 1928), britischer Politiker (Labour), Mitglied des House of Commons
- Taverne, Jacques, preußischer Militärchirurg und Okulist
- Taverne, Omer (1904–1981), belgischer Radrennfahrer
- Taverne, Philippe (* 1952), belgischer EU-Beamter
- Taverner, John († 1545), englischer Komponist
- Taverney, Katharina, Freiburger Begine
- Tavernier, Alexandra (* 1993), französische Leichtathletin
- Tavernier, Anna (* 1987), deutsche Cheerleaderin
- Tavernier, Bertrand (1941–2021), französischer Filmregisseur und DrehbuchautorBertrand Tavernier (1941–2021)

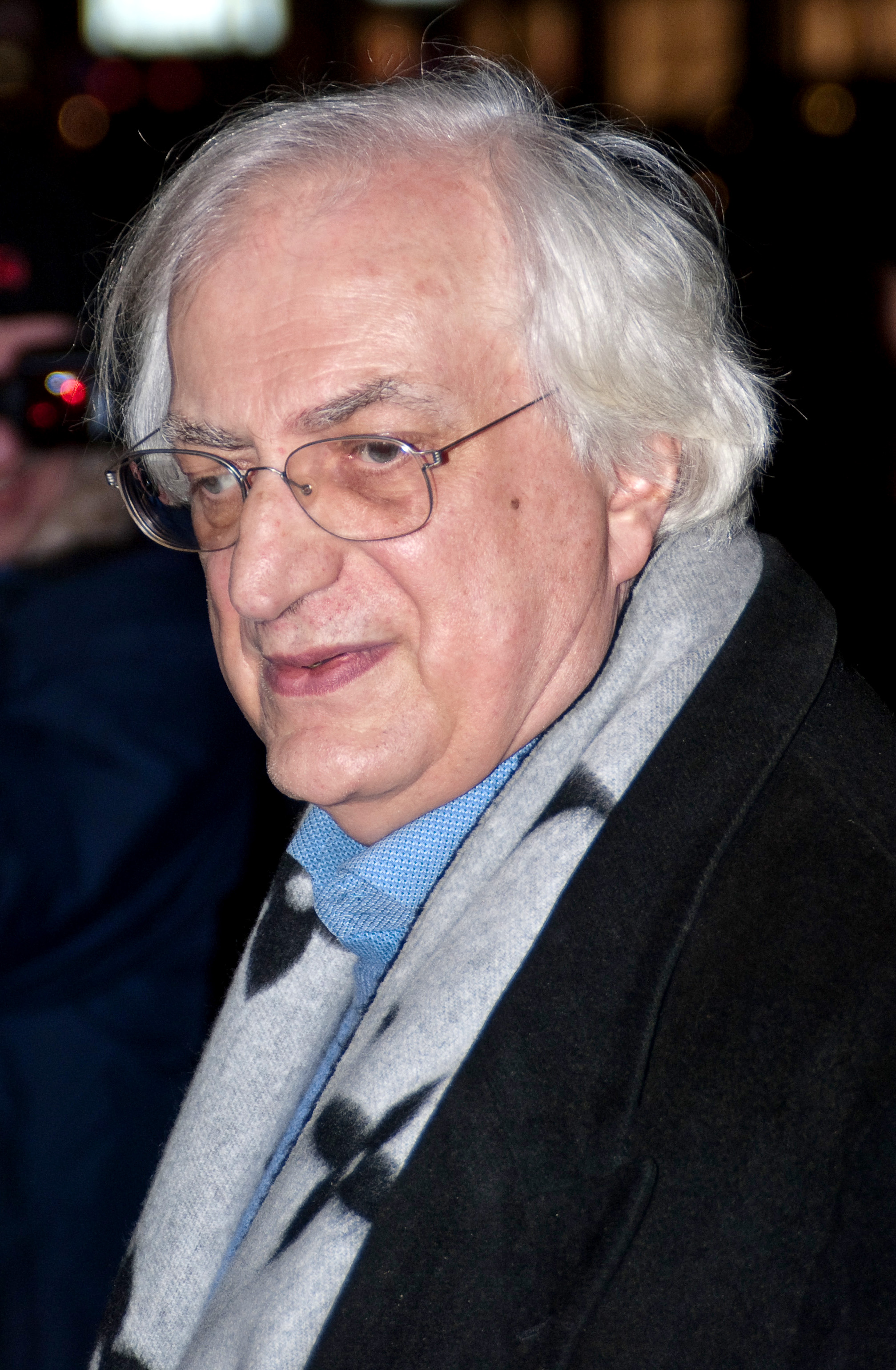
Bertrand Tavernier (1941–2021)

- Tavernier, Colo (1942–2020), britisch-französische Drehbuchautorin
- Tavernier, Elisabeth (1946–2022), französische Kostümbildnerin
- Tavernier, Hugo (* 1999), französischer Hammerwerfer
- Tavernier, James (* 1991), englischer Fußballspieler
- Tavernier, Jean Le, flämischer Maler
- Tavernier, Jean-Baptiste (1605–1689), französischer Reisender und Baron von Aubonne in der Schweiz
- Tavernier, Jules (1844–1889), französisch-US-amerikanischer Maler, Zeichner und Illustrator
- Tavernier, Lucas (* 1971), belgischer Schauspieler
- Tavernier, Marcus (* 1999), englischer Fußballspieler
- Tavernier, Nils (* 1965), französischer Schauspieler und Regisseur
- Tavernier, Paul (1852–1943), französischer Maler
- Tavernier, René (1914–1992), belgischer Geologe und beschäftigte sich auch mit Stratigrafie
- Tavernier, Yves (* 1962), französischer Skirennläufer

### Tavi
- Taviani, Paolo (1931–2024), italienischer Filmregisseur
- Taviani, Paolo Emilio (1912–2001), italienischer Politiker, Mitglied der Camera dei deputati
- Taviani, Vittorio (1929–2018), italienischer Filmregisseur
- Taviel, Albert Louis Valentin (1767–1831), französischer General der Artillerie
- Tavier, Théophile (1889–1944), belgischer römisch-katholischer Geistlicher und Märtyrer
- Tavinho, Gilmar (* 1995), são-toméischer Fußballspieler
- Tavio, Ville (* 1984), finnischer Politiker der Partei Die Finnen und Mitglied des finnischen Parlaments
- Tavira, Armando (* 1978), mexikanischer Fußballspieler
- Tavira, Marina de (* 1974), mexikanische SchauspielerinMarina de Tavira (* 1974)

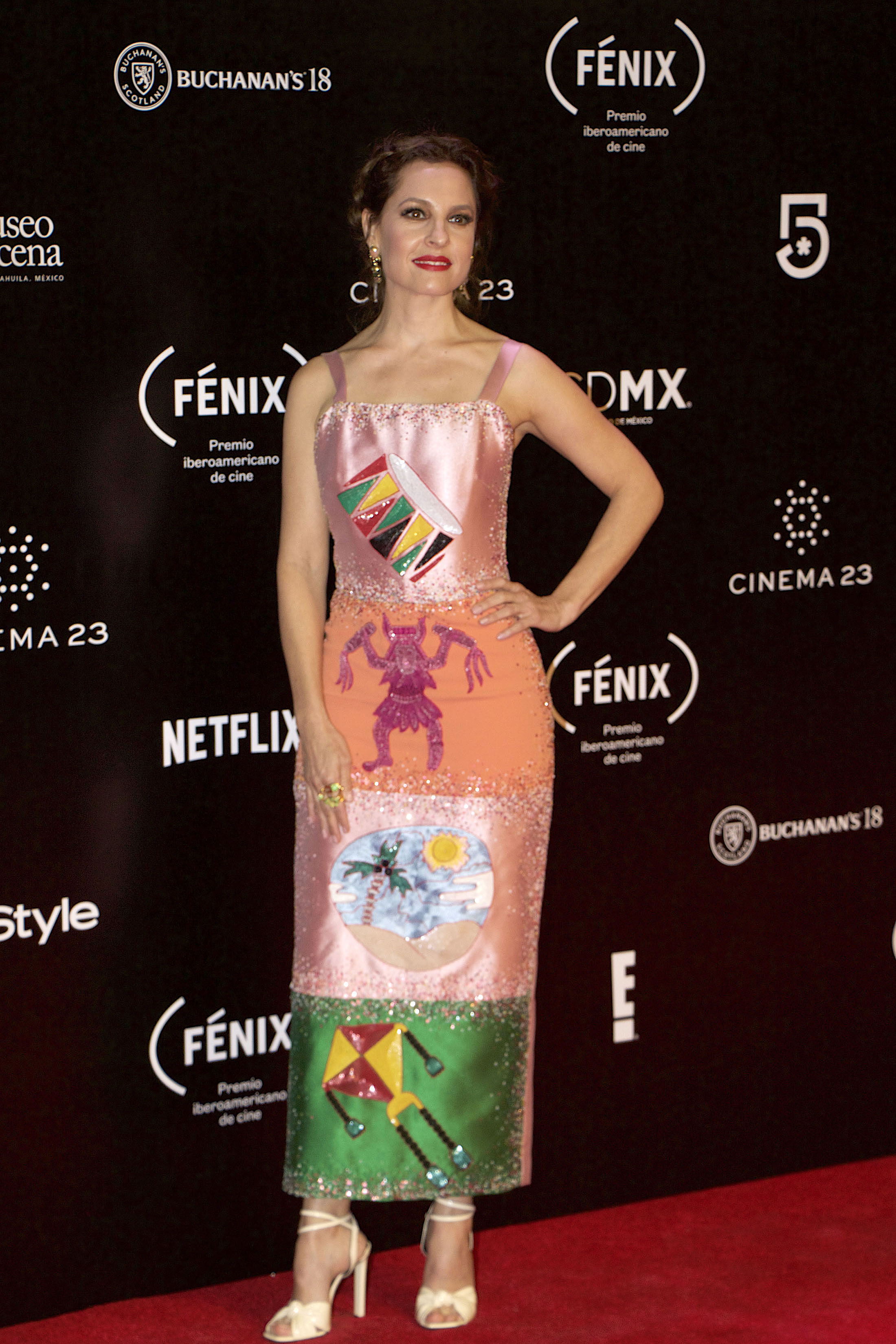
Marina de Tavira (* 1974)

- Taviş, İsmail (* 1964), türkischer Fußballspieler und -trainer
- Tavitian, Harry (* 1952), rumänischer Jazzmusiker

### Tavl
- Tavlaridis, Efstathios (* 1980), griechischer Fußballspieler
- Tavlo Petersson, Julie (* 1989), dänische Fußballspielerin

### Tavo
- Tavola, Kaliopate (* 1946), fidschianischer Politiker
- Tavolazzi, Ares (* 1948), italienischer Fusion- und Jazzmusiker (Kontrabass, Bassgitarre, Komposition)
- Tavoni, Marcos Antônio (* 1967), brasilianischer Geistlicher, römisch-katholischer Bischof von Bom Jesus do Gurguéia
- Tavoni, Romolo (1926–2020), italienischer Rennleiter
- Távora, Fernando (1923–2005), portugiesischer Architekt
- Távora, Francisco de Assis de (1703–1759), portugiesischer Adliger und Militär, Vizekönig von Portugiesisch-IndienFrancisco de Assis de Távora (1703–1759)

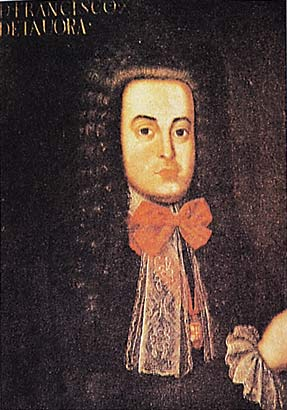
Francisco de Assis de Távora (1703–1759)

- Távora, José Vicente (1910–1970), brasilianischer Geistlicher und römisch-katholischer Erzbischof von Aracaju
- Távora, Virgílio (1919–1988), brasilianischer Politiker und Offizier
- Tavori, Doron (* 1952), israelischer Schauspieler und Übersetzer
- Tavoularis, Alex (* 1944), US-amerikanischer Filmarchitekt
- Tavoularis, Dean (* 1932), US-amerikanischer Szenenbildner und Oscarpreisträger

### Tavr
- Tavris, Carol (* 1944), US-amerikanische Sozialpsychologin, Autorin, Feministin und Skeptikerin

### Tavs
- Tavsan, Elayis (* 2001), niederländischer Fußballspieler mit surinamischen und türkischen Wurzeln

### Tavu
- Tavui, Fua Logo (* 1952), amerikanisch-samoanischer Segler

### Tavz
- Tavželj, Andrej (* 1984), slowenischer Eishockeyspieler